# Cymbiodyta howdeni
Cymbiodyta howdeni är en skalbaggsart som beskrevs av Ales Smetana 1974. Cymbiodyta howdeni ingår i släktet Cymbiodyta och familjen palpbaggar. Inga underarter finns listade i Catalogue of Life.